# Estabo
Estabo is een plaats in de gemeente Askersund in het landschap Närke en de provincie Örebro län in Zweden. De plaats heeft 70 inwoners (2005) en een oppervlakte van 25 hectare.